# Sultan Air
Sultan Air — турецкая авиакомпания занимавшаяся чартерными пассажирскими перевозками с 1989 по 1993 год. Базовый аэропорт авиакомпании — Стамбульский аэропорт имени Ататюрка.
Авиакомпания была основана в 1989 году. Это был совместный проект шведской авиакомпании Transwede и турецких инвесторов.
Из-за войны в персидском заливе, в начале 1990-х годов в Турции наблюдается спад в сфере туризма. Sultan Air почти весь 1991 год не выполняла полёты.
Также, в 1991 году была основана дочерняя компания Vip Air, которая должна была заниматься внутренними регулярными рейсами, но в 1992 году она была возвращена в состав Sultan Air.
Осенью 1993 года сертификат Sultan Air был аннулирован.
Авиакомпания была признана банкротом в 1996 году.

## Флот
Флот авиакомпании в основном состоял из самолётов Airbus A300, Boeing 737-200, Boeing 737-300.
- Самолёт Airbus A300 (TC-JUV) в аэропорту Дюссельдорфа в августе 1993 года
- Самолёт Boeing 727 в июне 1993 года
- Самолёт Boeing 737-200 (TC-JUU) в аэропорту Штутгарта в октябре 1991 года
- Самолёт Boeing 737-300 в апреле 1993 года